# Kunratice u Cvikova
Pour les articles homonymes, voir Kunratice.
Kunratice u Cvikova (en allemand : Kunnersdorf) est une commune du district de Česká Lípa, dans la région de Liberec, en Tchéquie. Sa population s'élevait à 638 habitants en 2021.

## Géographie
Kunratice u Cvikova se trouve sur le versant sud des monts de Lusace, à 15 km au nord-est de Česká Lípa, à 27 km à l'ouest de Liberec et à 80 km au nord-nord-est de Prague.
La commune est limitée par Mařenice au nord, par Jablonné v Podještědí à l'est, par Velký Valtinov au sud-est, et par Cvikov au sud et à l'ouest.

## Histoire
La première mention écrite de la localité date de 1278.

## Galerie

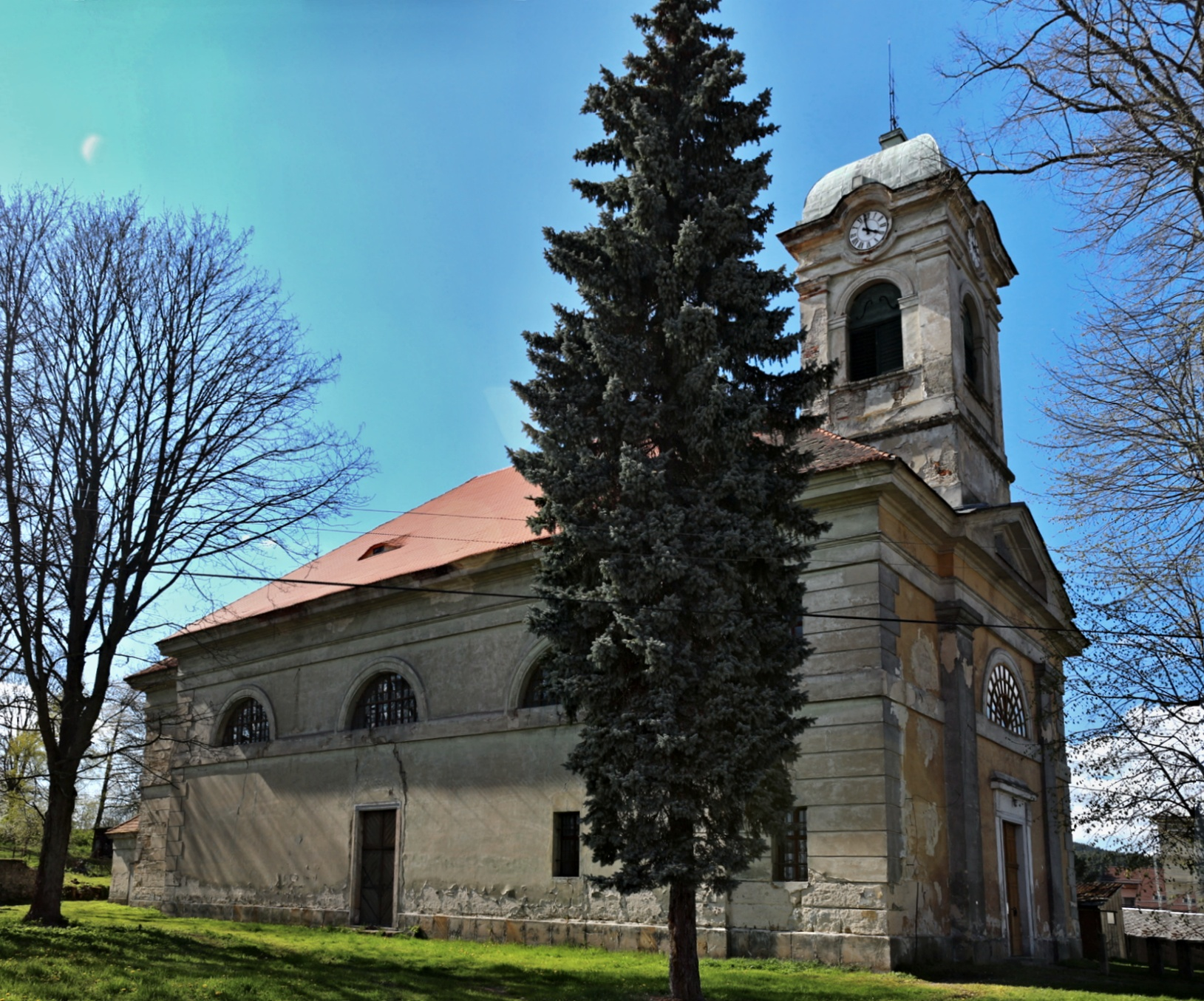
Église de l'Exaltation de la Sainte-Croix.
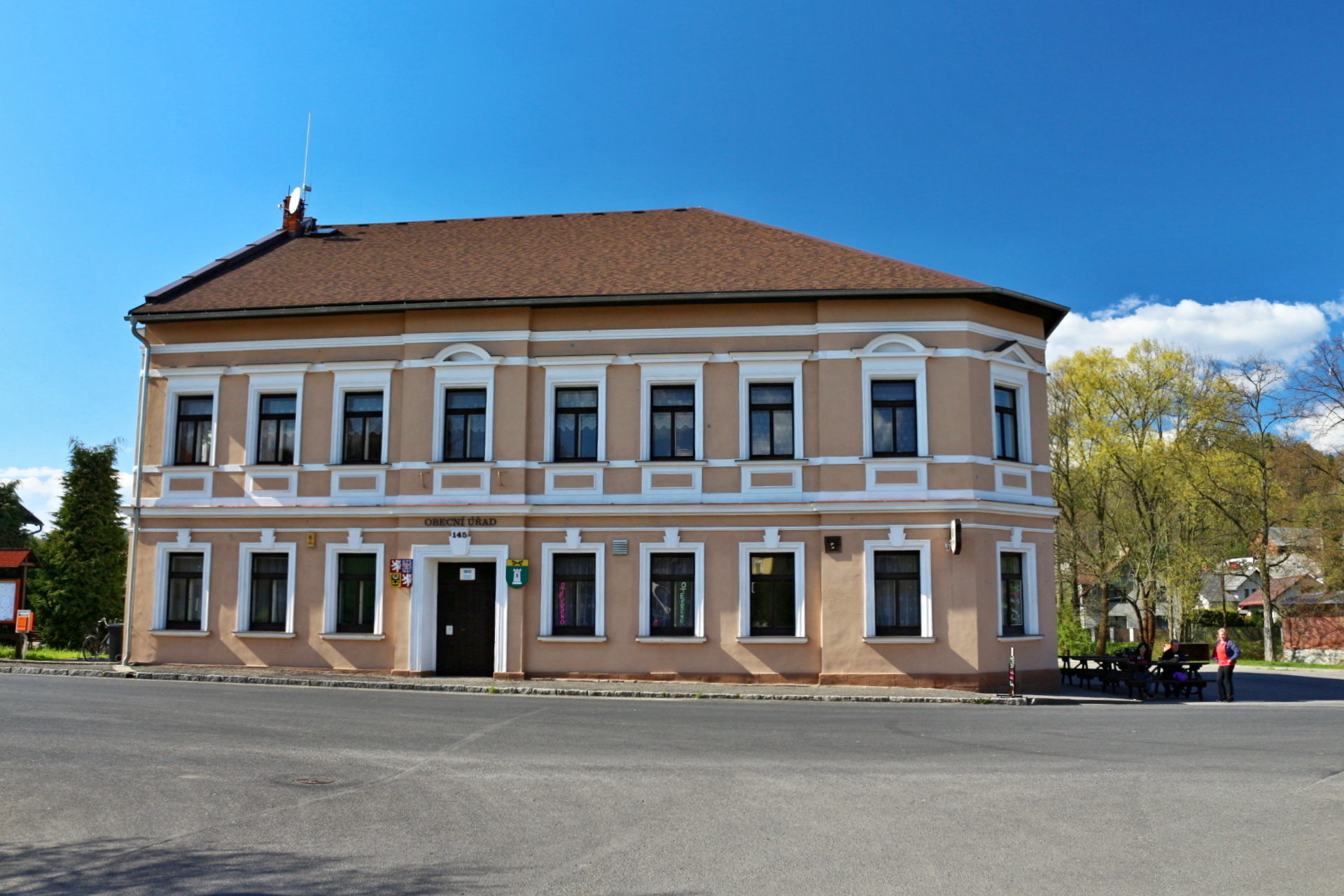
Kunratice : la mairie.

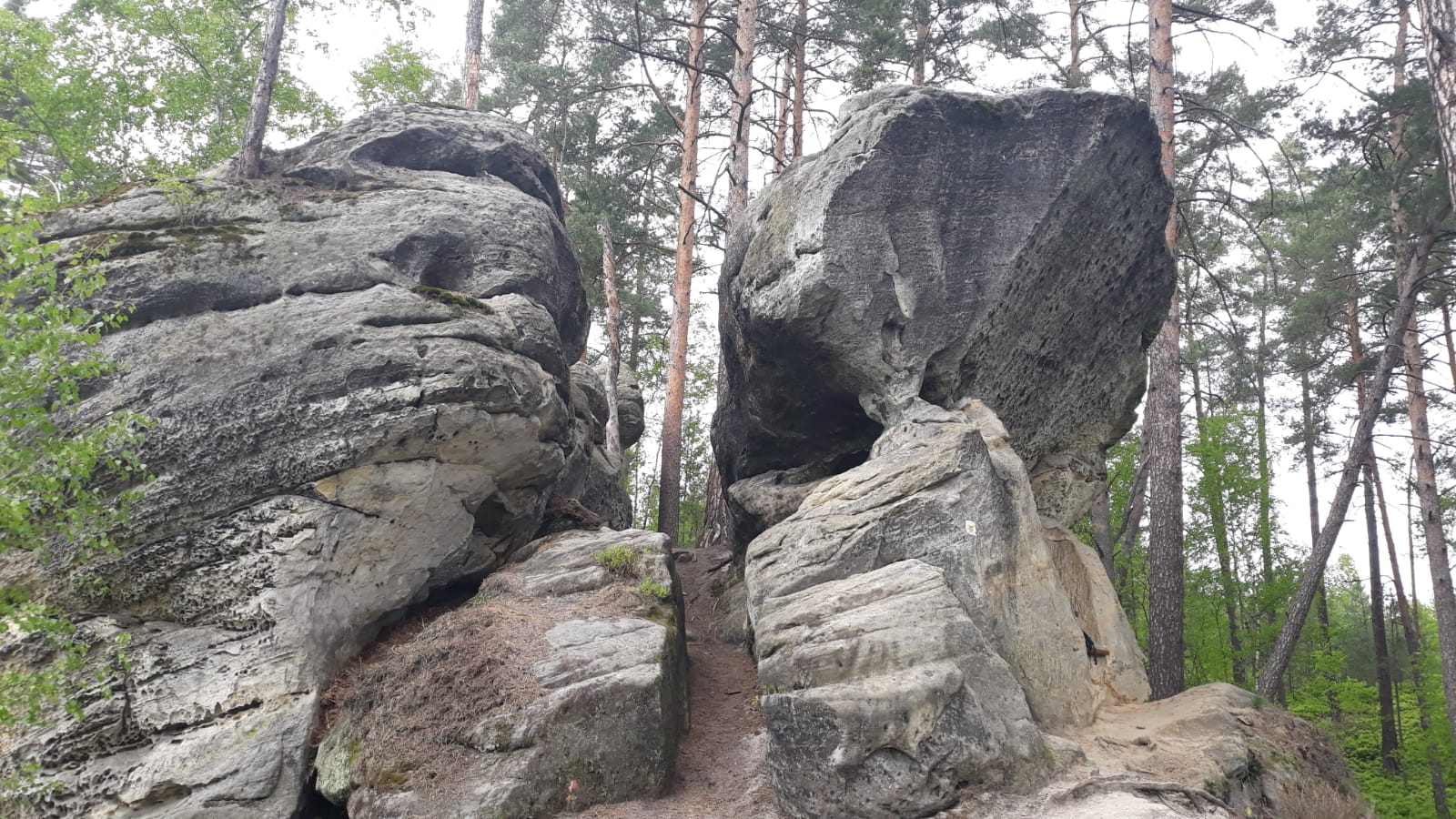
Rochers Karluv Odpocinek.
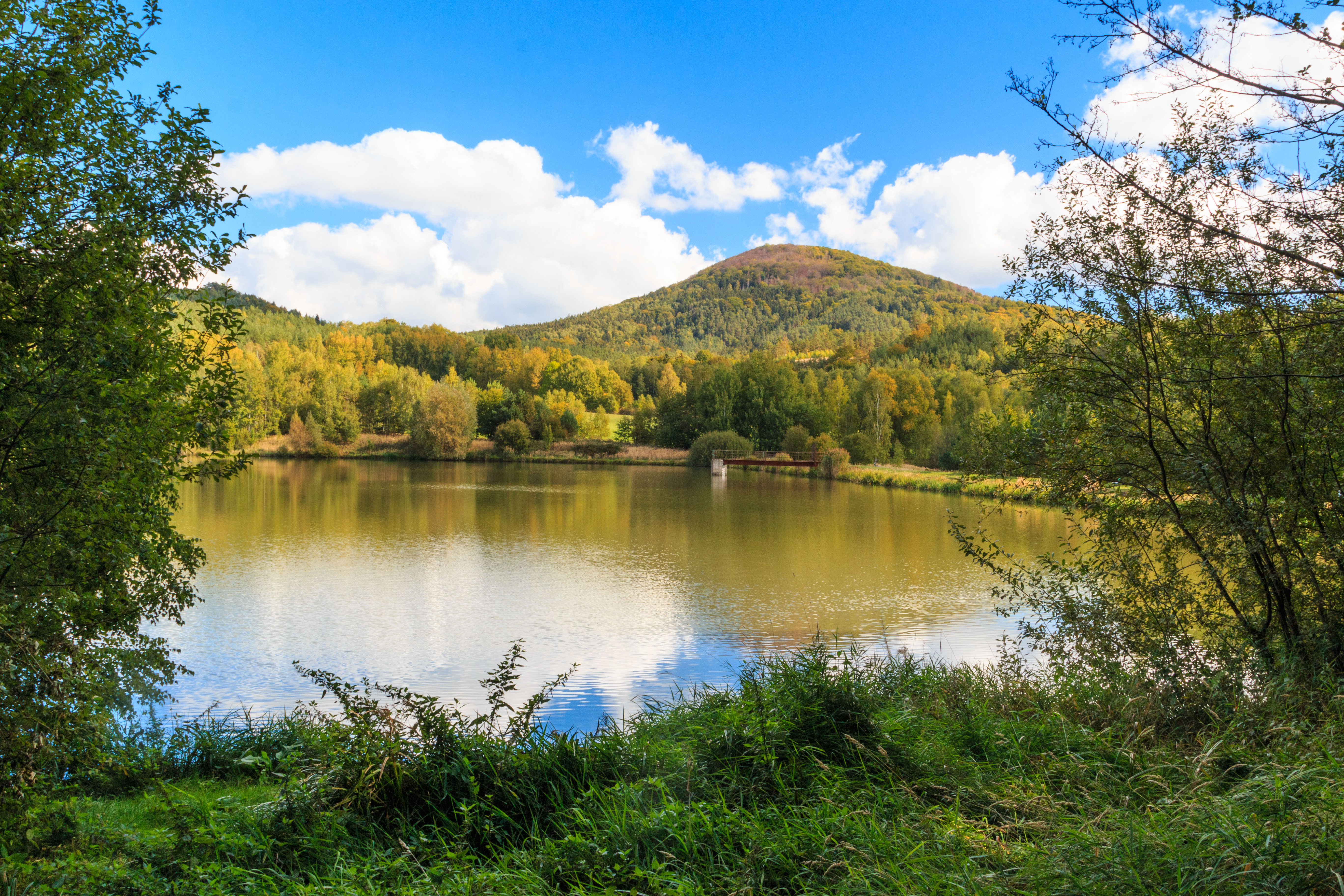
Étang de Dolní Kunratice.

## Transports
Par la route, Kunratice u Cvikova se trouve à 12 km de Nový Bor, à 19 km de Česká Lípa, à 32 km de Liberec et à 111 km de Prague.